# Troyes
Troyes (Franse uitspraak: [tʁwa]) is een stad in het noordoosten van Frankrijk, en is de hoofdplaats (prefectuur) van het departement Aube in de regio Grand Est. De gemeente telde 62.443 inwoners op 1 januari 2022. De Seine stroomt door Troyes.
Het was een van de plaatsen waar gedurende de hoge middeleeuwen de jaarmarkten van Champagne werden gehouden.

## Geschiedenis
Vóór 22 v.Chr. vestigden de Tricassen zich in het gebied rond Troyes. Dit was een moerassig gebied. In 22-21 v.Chr. werd de heerweg Via Agrippa aangelegd in opdracht van Marcus Vipsanius Agrippa. Deze weg verbond Boulogne-sur-Mer via Reims en Langres met Milaan en was van groot belang voor de toekomstige ontwikkeling van de stad Troyes. De stad kreeg toen de naam Augustobona Tricassium, deze vermelding werd gedaan door Plinius de Oudere en Ptolemaeus. De stad ontwikkelde zich langs de Via Agrippa naar het westen en het oosten (in het noorden en zuiden lagen moerassen). De stad had een oppervlakte van 80 ha en telde ongeveer 6.000 inwoners.
In de 2e helft van de 3e eeuw kromp de stad tot een vierhoek met zijden van ongeveer 400 meter. Met stenen van monumenten werden stadsmuren gebouwd. Troyes werd al in de 4e eeuw een bisschopsstad, naar verluidt in 334. De bisschop werd de voornaamste gezagsdrager in de stad. Volgens de legende werd in 451 Attila de Hun bij de poorten van de stad tegengehouden door bisschop Lupus, en werd een plundering voorkomen.

### Vroege middeleeuwen
Troyes kwam in de 5e eeuw te liggen in het Frankische Rijk. Tussen 561 en 741 behoorde het tot het Koninkrijk Bourgondië. Tussen 887 en 892 bezetten de Noormannen de stad en brandden haar geheel plat. Pas in de jaren 924-925 versloeg bisschop Ansegis van Troyes met hulp van andere edelen de Vikingen.
In de 9e en 10e eeuw vormde de familie Vermandois het graafschap van Troyes. In de 11e eeuw kwam de familie Blois aan de macht.
Al in de 11e eeuw was er een kleine, maar bloeiende Joodse gemeenschap in Troyes. Rabbijn Chlomo ben Itshak (Rachi, 1040-1105) stichtte er een talmoedschool.

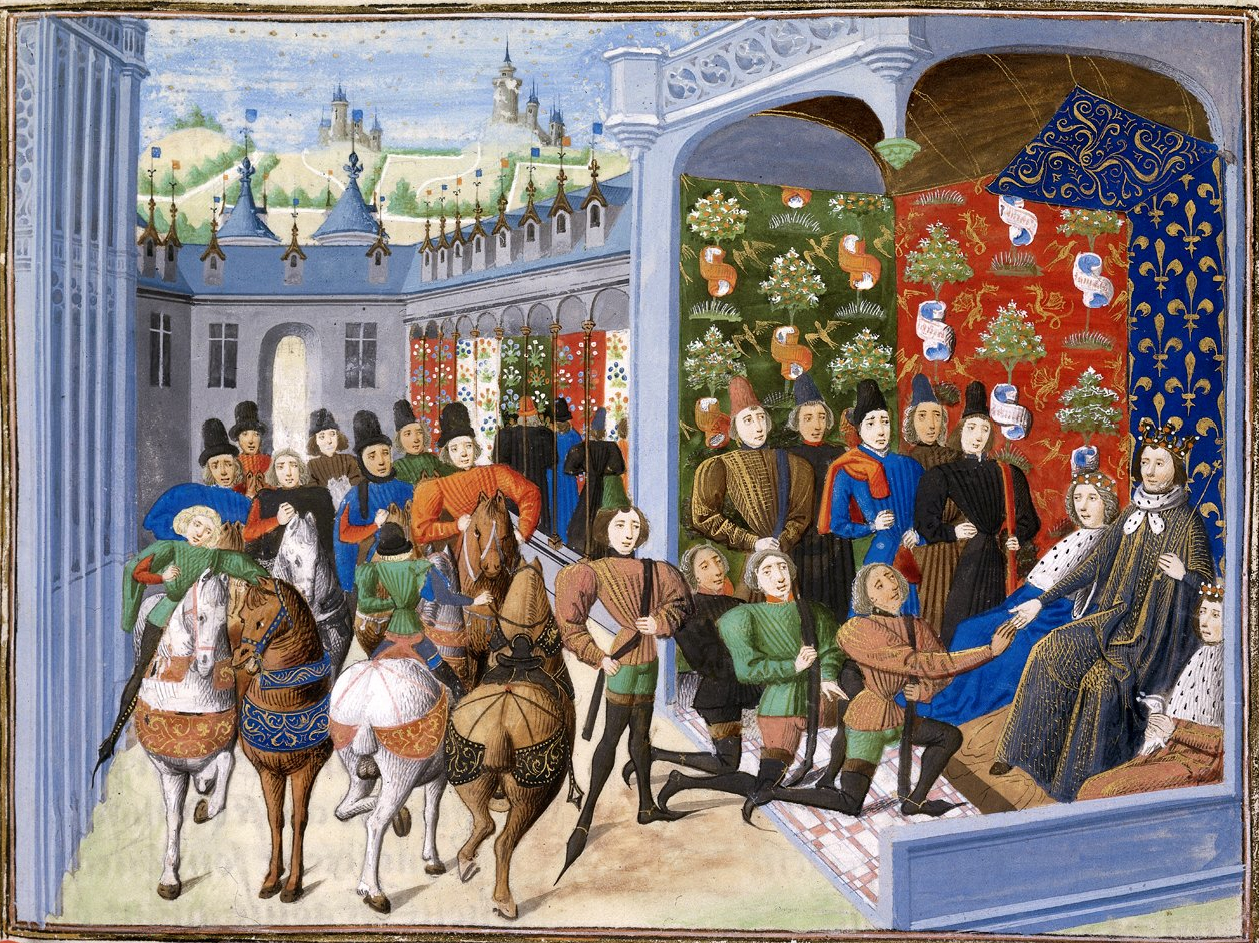
Bij de onderhandelingen van het verdrag van Troyes verbleef het Franse koningspaar Karel VI de Waanzinnige en Isabella van Beieren langdurig in Troyes.

### Hoge middeleeuwen
Het begin van het geslacht van de graven van Champagne begon met Hendrik I van Champagne. Eveneens begonnen in deze periode de jaarmarkten van Champagne: er was een markt in juni en een in oktober. Troyes kende een grote economische bloei en werd de hoofdstad van het gebied, en gaf haar naam aan de gewichtseenheid troy ounce, die voor de prijsstelling van edele metalen nog steeds gebruikt wordt. Ook het stadsplan in de vorm van een champagnekurk (vandaar de bijnaam van de stad: Bouchon de Champagne) gelegen in een meander van de Seine ontstond in die periode. De stad breidde uit naar het oosten en het zuiden en later ook naar het westen. Er werden nieuwe stadsmuren gebouwd om de 20 à 30.000 inwoners te beschermen. Dankzij de rivieren in het gebied ontwikkelden zich tapijtateliers, molens, looierijen, weverijen en papierfabrieken. Vanaf de 14e eeuw was het papier van Troyes zeer beroemd in Europa. De stad was ook bekend om haar glasraamkunst, waarvan de Cité du Vitrail getuigt.
In 1285 werd Troyes, samen met Champagne en Navarra, toegevoegd aan het Franse koninkrijk. Dit kwam door het huwelijk van Johanna van Navarra, de laatste gravin van de Champagne, met de latere koning Filips de Schone. Champagne werd een uitgestrekte provincie van het koninkrijk Frankrijk, tot aan de Franse Revolutie. Dit betekende het einde van de bloei van Troyes.
Het Verdrag van Troyes, dat in 1420 hier getekend werd door de Franse koningin Isabella van Beieren, de hertog van Bourgondië en de Engelse koning, betekende een keerpunt in de Honderdjarige Oorlog. De onterfde dauphin kreeg hulp van het boerenmeisje Jeanne d'Arc en heroverde zijn land.
De middeleeuwse schrijver Chrétien de Troyes heeft hier gewoond en is er misschien geboren.

### Nieuwe tijd
De 16e eeuw werd de stad heropgebouwd na een grote stadsbrand in mei 1524. Hierbij waren 1.500 huizen in de as gelegd, een kwart van de stad. Het stadscentrum kreeg toen haar actuele uiterlijk, een combinatie van vakwerkhuizen en de stenen huizen van de gegoede burgerij. De stad kende een nieuwe bloeitijd op cultureel en artistiek gebied. Dit was van korte duur. Troyes kende in de loop van de 17e en 18e eeuw een krimp. De bevolking zakte van 27.000 naar 13.000.

### Moderne tijd
De stadsmuren werden afgebroken en in de plaats kwamen boulevards. In 1874 werd een grote overdekte markthal geopend. Troyes en de omliggende gemeenten werden een centrum van de bonnetterie met bedrijven als Mauchauffée dat op zijn hoogtepunt 3.000 werknemers telde. Deze nijverheid was begonnen halfweg de 18e eeuw en kende haar hoogtepunt omstreeks 1870. In Troyes vestigden de fabrieken zich in de faubourgs, buiten het oude centrum. Vanaf het midden van de 20e eeuw ging het bergaf met deze industrietak.
Vanaf de jaren 1960 begon de opwaardering van het oude stadscentrum. Het Canal de la Haute-Seine in het stadscentrum werd deels weer open gelegd en er kwamen voetgangerszones.

## Verkeer en vervoer
In de gemeente ligt spoorwegstation Troyes. De Route départementale 610 (RD610) vormt een ringweg rond Troyes. De autosnelwegen A26 en A5 lopen respectievelijk ten oosten en ten zuiden van Troyes.

## Geografie
De oppervlakte van Troyes bedroeg op 1 januari 2022 13,2 vierkante kilometer; de bevolkingsdichtheid was toen 4.730,5 inwoners per km².
De Seine stroomt door de gemeente.
De onderstaande kaart toont de ligging van Troyes met de belangrijkste infrastructuur en aangrenzende gemeenten.

## Demografie
Onderstaande figuur toont het verloop van het inwonertal (bron: INSEE-tellingen).

Vanwege een beveiligingsprobleem met de MediaWiki Graph-software is het momenteel niet mogelijk deze grafiek weer te geven. Zodra de software is bijgewerkt zal de grafiek vanzelf weer zichtbaar worden.

## Bezienswaardigheden
In 2009 kreeg Troyes het label Ville d’art et d’histoire. Bezienswaardigheden zijn onder andere:
- De gotische kathedraal Saint-Pierre Saint-Paul en de vele vakwerkhuizen
- Het Musée d'art moderne de Troyes
- De Cité du Vitrail
- Het Vauluisant-museum

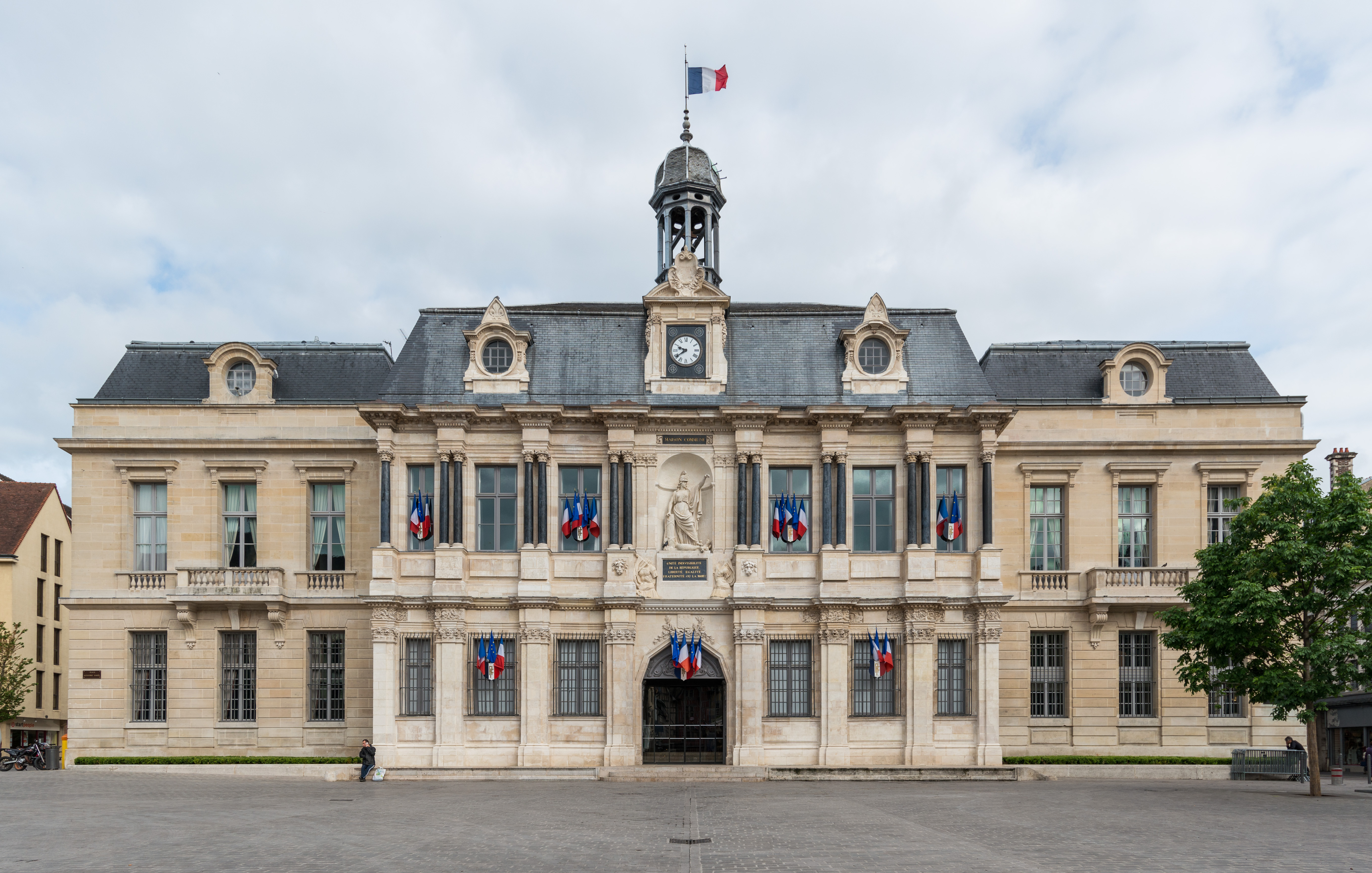
Het stadhuis Hôtel de Ville van Troyes
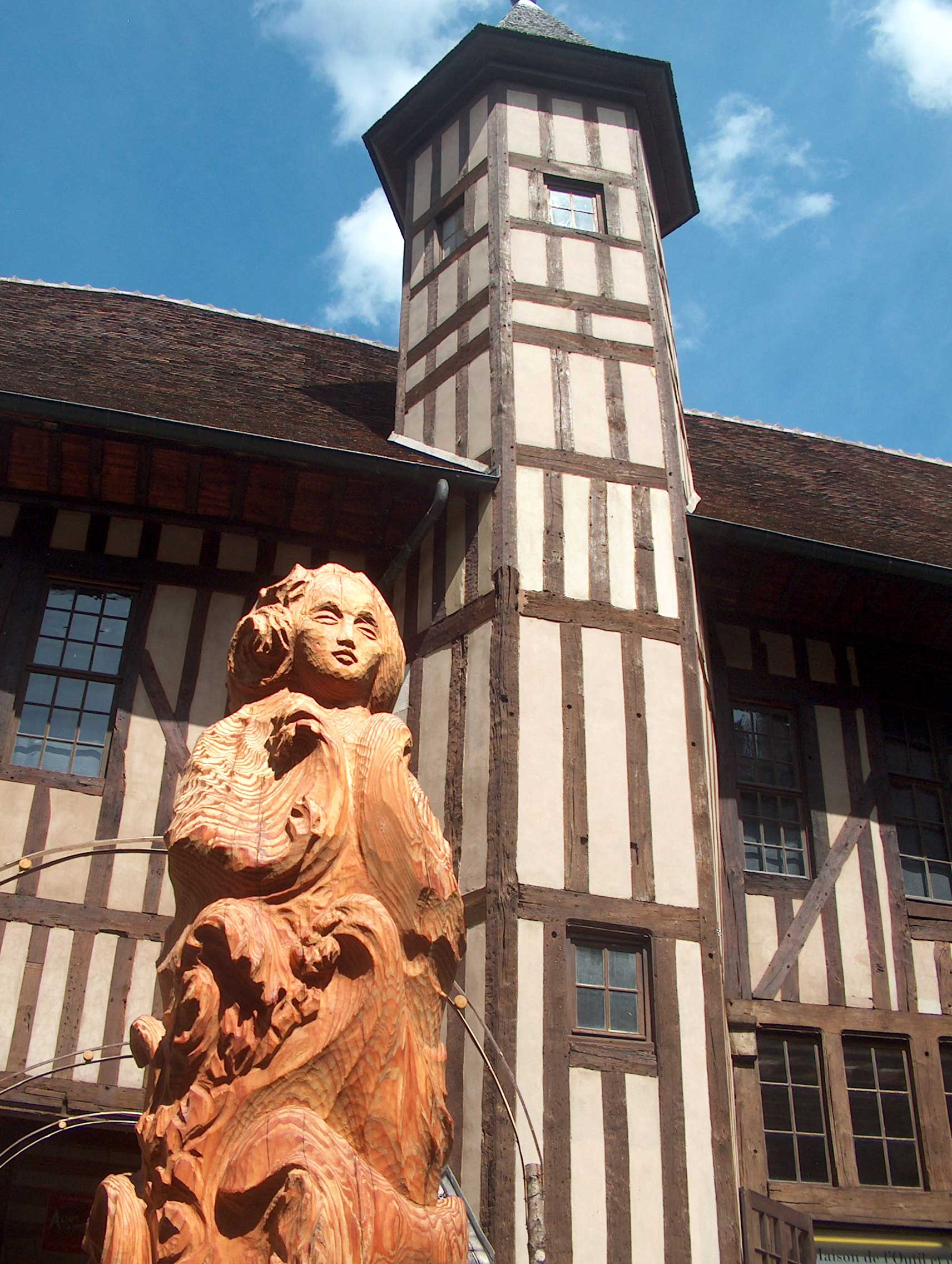
Hotel Mauroy
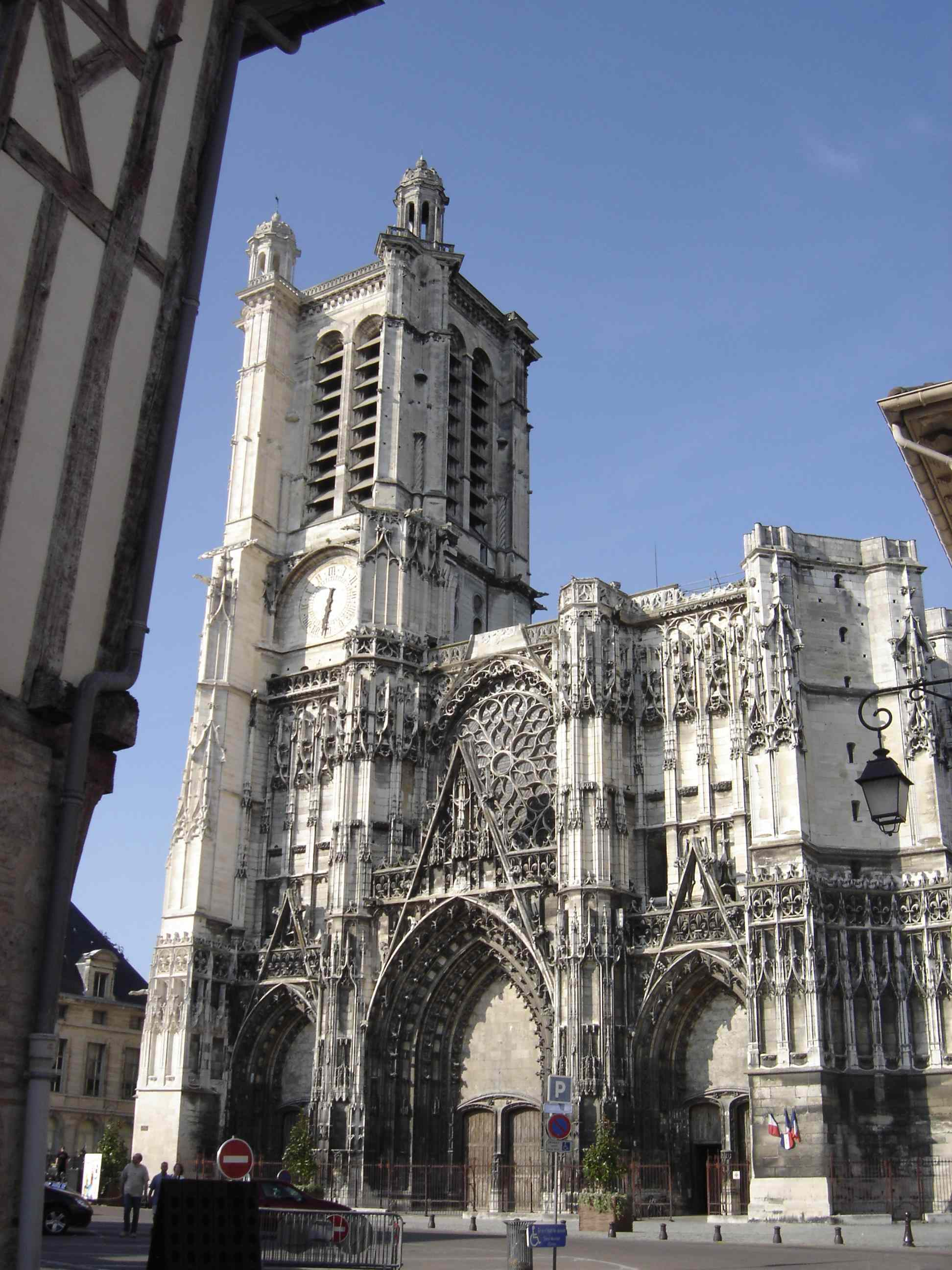
De kathedraal Saint-Pierre Saint-Paul
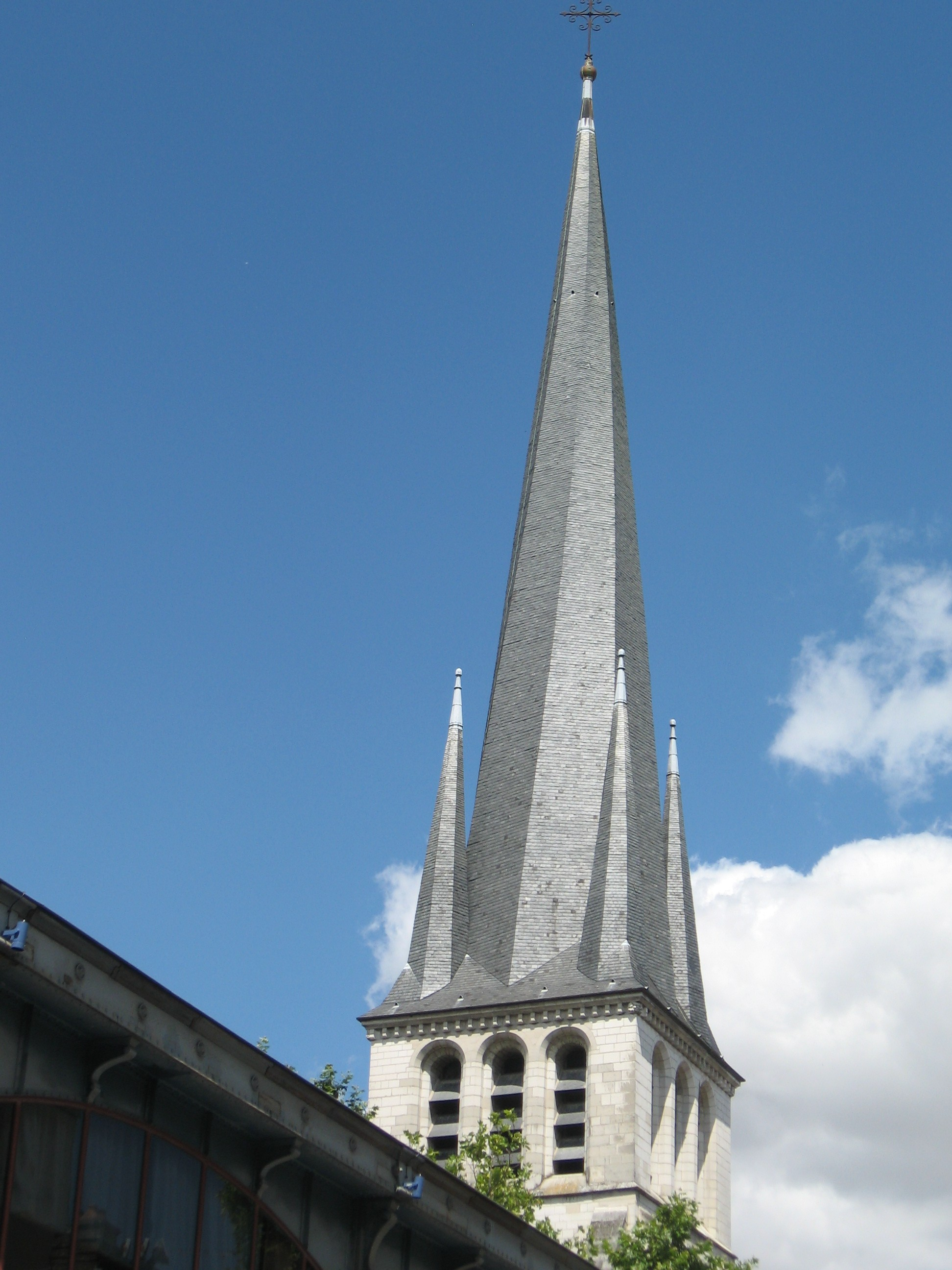
De gedraaide toren van de Saint-Rémy
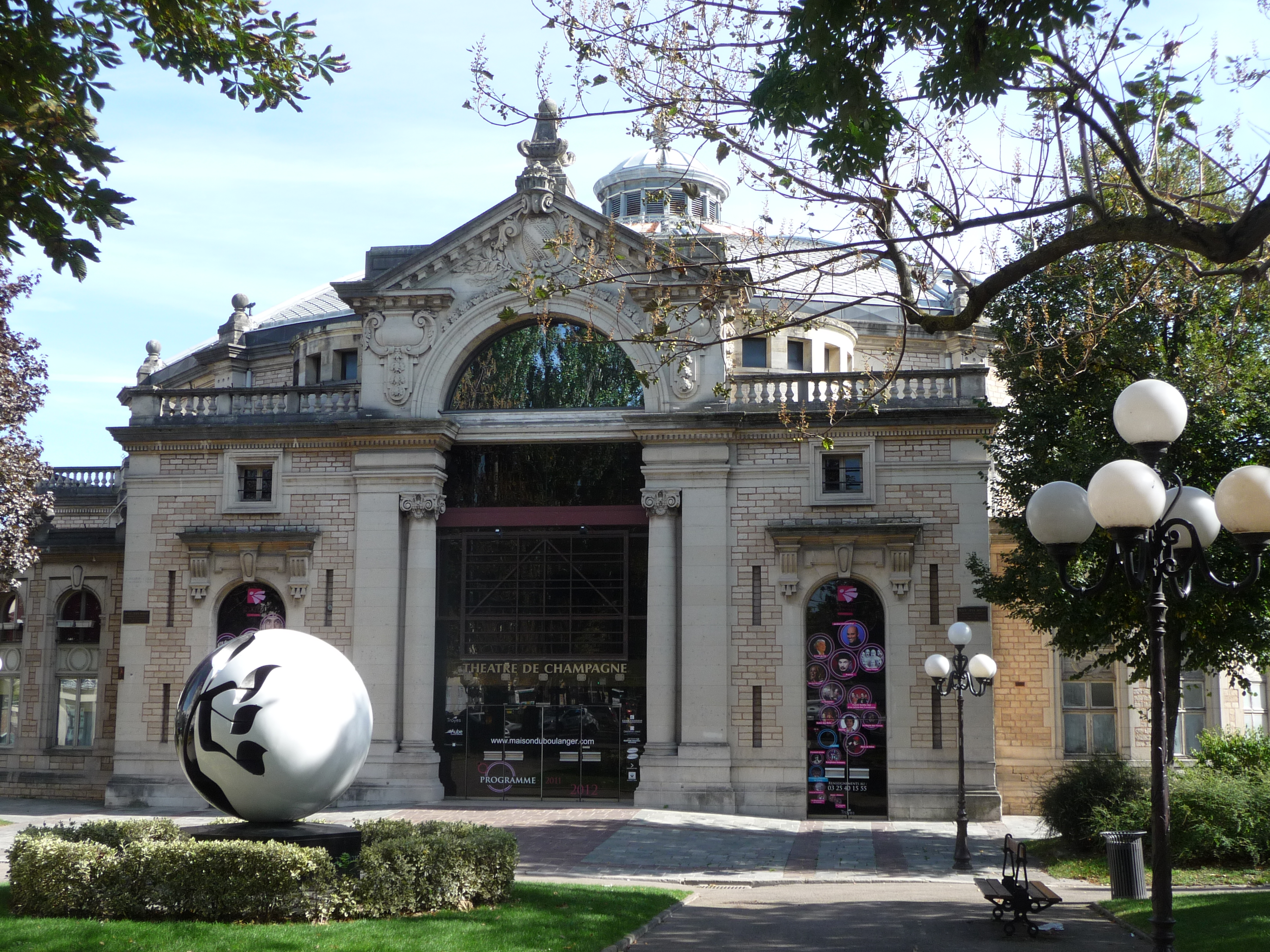
Le Cirque - théâtre de Champagne

## Sport
Troyes AC is de professionele voetbalclub van Troyes en speelt in het Stade de l'Aube. 
Troyes was tien keer etappeplaats in de wielerwedstrijd Tour de France. Acht keer lag de eindstreep van een etappe in Troyes en negen keer werd er gestart. De laatste winnaar was in 2024 de Fransman Anthony Turgis.

## Stedenbanden
- Alkmaar
- Brescia
- Chesterfield
- Darmstadt
- Doornik
- Zielona Gora

## Bekende inwoners van Troyes

### Geboren
- Petrus Comestor (ca. 1100-1179), theoloog
- Urbanus IV (ca. 1195-1264), Jacques Pantaléon, paus (1261-1264)
- Pierre Mignard (1612-1695), kunstschilder
- Édouard Herriot (1872-1957), politicus (o.a. premier)
- Jean Tirole (1953), hoogleraar en Nobelprijswinnaar (2014)
- Régis Simon (1958), wielrenner
- Jérôme Simon (1960), wielrenner
- Yannick Stopyra (1961), voetballer
- Thierry Laurey (1964), voetballer en voetbaltrainer
- Armand de Las Cuevas (1968-2018), wielrenner
- François Simon (1968), wielrenner
- Gaëtane Thiney (1985), voetbalster
- Djibril Sidibé (1992), voetballer
- Joris Delbove (2000), wielrenner
- Noa Isidore (2004), wielrenner